# آب‌بردان کهنه
آب‌بردان کهنه (به لاتین: Obburdoni Kuhna) یک تقسیمات کشوری در تاجیکستان است که در ولایت سغد واقع شده‌است. آب‌بردان کهنه ۱٬۷۲۶ نفر جمعیت دارد.